# Смертельный богомол
«Смертельный богомол» (англ. The Deadly Mantis) — американский черно-белый художественный фантастический фильм, снятый режиссёром Натаном Юраном. В прокат США кинокартина вышла в 1957 году с продолжительностью 79 минут.

## Сюжет
В море начинает извергаться вулкан, в результате чего смещаются айсберги Северного полюса. Под тающими полярными ледяными шапками размораживается монстр — богомол ростом более 60 метров, который обледенел во льдах миллионы лет назад. Вскоре после этого военнослужащие в «Красном орле-1», военной станции на севере Канады, которая отслеживает информацию с линии дальнего раннего предупреждения, узнают, что на одном из их постов никто не отвечает на звонки. Командир подразделения, полковник Джо Паркман летит туда, чтобы провести расследование, и обнаруживает, что пост разрушен, его команда исчезла, а снег вокруг поста усеян чьими-то гигантскими следами.
Паркман отправляет своих пилотов на разведку, но те ничего не находят. Вскоре на самолет ВВС нападает гигантский богомол и уничтожает его. Спасательная команда собирает обломки самолёта, и на этот раз, в дополнение к огромным следам, они находят в снегу предмет длиной полтора метра. Паркман доставляет этот предмет генералу Марку Форду.
Позднее группе учёных, собранных Фордом, удается опознать объект как оторванную шпору от ноги насекомого и они догадывается, что существо, которому принадлежала шпора, должно быть богомолом громадных размеров.
После возвращения военных и учёных на военную базу, на неё нападает гигантский богомол. Монстра не удается уничтожить никаким оружием, и тот уходит только после того как его начинают атаковать ВВС. Через несколько часов база все ещё остается в состоянии повышенной готовности, но, в конце концов, там получают известие о том, что монстр атаковал лодку у побережья Канады, а это означает, как считают учёные, что монстр летит со скоростью 320 километров в час в направлении к США.
Затем богомола видят в Вашингтоне, округ Колумбия, на вершине монумента Вашингтона. После нескольких долгих погонь за монстром и схваток с ним, его удается уничтожить недалеко от манхэттенского тоннеля Нью-Йорка, с самолёта сбросив на него бомбу с химическими отравляющими веществами.

## В ролях
| Актёр            | Роль                    |
| ---------------- | ----------------------- |
| Крэйг Стивенс    | полковник Джо Паркман   |
| Уильям Хоппер    | доктор Недрик Джексон   |
| Аликс Тэлтон     | Мардж Блэйн             |
| Дональд Рэндольф | генерал-майор Марк Форд |
| Пэт Конвэй       | сержант Пит Аллен       |
| Флоренц Эймс     | профессор Антон Гюнтер  |
| Пол Смит         | капрал                  |
| Фил Харви        | Луи                     |
| Флойд Симмонс    | армейский сержант       |
| Пол Кэмпбелл     | лейтенант Фред Пицар    |
| Хелен Джэй       | миссис Фэрли            |
| Кит Олдрич       | второй пилот C47 Джерри |
| Уильям Андерс    | сержант                 |
| Фрэнк Бейкер     | профессор               |
| Джордж Брюггеман | обозреватель            |
| Марвин Брайан    | пулемётчик              |